# Sokołda (gromada)
Sokołda – dawna gromada, czyli najmniejsza jednostka podziału terytorialnego Polskiej Rzeczypospolitej Ludowej w latach 1954–1972.
Gromady, z gromadzkimi radami narodowymi (GRN) jako organami władzy najniższego stopnia na wsi, funkcjonowały od reformy reorganizującej administrację wiejską przeprowadzonej jesienią 1954 do momentu ich zniesienia z dniem 1 stycznia 1973, tym samym wypierając organizację gminną w latach 1954–1972.
Gromadę Sokołda z siedzibą GRN w Sokołdzie utworzono – jako jedną z 8759 gromad – w powiecie sokólskim w woj. białostockim, na mocy uchwały nr 22/V WRN w Białymstoku z dnia 4 października 1954. W skład jednostki weszły obszary dotychczasowych gromad Sokołda, Woronicze, Łaźnie, Surażkowo, Lipowy Most i Borki ze zniesionej gminy Szudziałowo w tymże powiecie. Dla gromady ustalono 10 członków gromadzkiej rady narodowej.
31 grudnia 1959 do gromady Sokołda przyłączono wieś Łaźnisko oraz kolonie Podłaźnisk (Podłaźnisko) i Suchy Grud ze zniesionej gromady Wierzchlesie.
Gromadę Sokołda zniesiono 1 stycznia 1972, a jej obszar włączono do gromad Stara Kamionka (Łaźnisko) i Szudziałowo (Lipowy Most, Łaźnie, Sokołda, Surażkowo i Woronicze-Międzyrzecze) w tymże powiecie oraz do gromady Królowy Most w powiecie białostockim (wieś Borki).